# Octobre 1866

## Événements
- 18 octobre : victoire de Porfirio Díaz sur les Français à la bataille de La Carbonera.

- 23 octobre (Roumanie) : investi du titre de prince héréditaire par le sultan ottoman, Karl de Hohenzollern-Sigmaringen prend ses fonctions de prince sous le nom de Carol Ier de Roumanie et promulgue immédiatement une constitution libérale (13 juillet). Un régime parlementaire à deux chambres élues au suffrage censitaire assure les libertés fondamentales (presse, réunions, égalité des citoyens). La religion orthodoxe devient religion d’État. Les chrétiens seuls peuvent obtenir la qualité de Roumain (article 7), ce qui pose le problème des Juifs et des musulmans de la Dobroudja.
  - Les conservateurs dominants profitent de l’interrègne pour faire voter une loi sur les contrats agricoles favorable aux propriétaires, ce qui provoque une vive agitation dans les campagnes roumaines au printemps.
  - Les Juifs, exclus du droit de propriété de la terre, se regroupent dans les villes où ils représentent à la fin du siècle 19 % de la population.

- 30 octobre : Beust devient chancelier d’Autriche.

## Naissances
- 6 octobre : Reginald Fessenden, inventeur.
- 10 octobre : Gabriel Cabannes, avocat, écrivain et biographe français († 8 avril 1958).
- 20 octobre : Kazimierz Twardowski, philosophe polonais († 11 février 1938).
- 21 octobre : Lucien Cuénot, biologiste et généticien français († 7 janvier 1951).
- 26 octobre : Ignacy Daszyński, homme politique polonais († 31 octobre 1936).

## Décès
- 13 octobre : William Hopkins, géologue et mathématicien britannique.
- 26 octobre : John Kinder Labatt, brasseur et fondateur de la brasserie Labatt.